# Лачлан Маклей
Лачлан Маклей (на английски: Lachlan "Mac" Macleay) е американски тест пилот и полковник от USAF.

## Образование
Лачлан Маклей завършва гимназия в родния си град. През 1954 г. завършва Военноморската академия на САЩ, Анаполис, Мериленд с бакалавърска степен по електроинженерство. През 1970 г. се дипломира като магистър по бизнес администрация в Южнокалифорнийския университет, Лос Анджелис.

## Военна кариера
Въпреки че е възпитаник на USN, Лачлан Маклей постъпва на активна военна служба в USAF, като пилот на F-86 Сейбър. Бързо авансира в службата и става инструктор. През 1960 г. завършва школа за тест пилоти в авиобазата Едуардс, Калифорния, като първенец на випуска. Избран е за астронавт от USAF през 1965 г. в Група 1965 MOL-1. През 1966 г. завършва курса на обучение и получава квалификация "астронавт на USAF 4 - ти клас". От 1969 до 1971 г. участва активно в бойните действия във Виетнам. През 1978 г. напуска USAF и започва работа в аерокосмическия гигант Хюз Еъркрафт, като ракетен специалист.

## Личен живот
Лачлан Маклей е женен и има три деца. Живее в Колорадо Спрингс, Колорадо.